# Vesturbær
Vesturbær (isl. "zachodnie miasto") – dzielnica administracyjna  Reykjavíku, stolicy Islandii, położona w jego zachodniej części między zatokami Kollafjörður a Skerjafjörður, bezpośrednio na zachód od śródmieścia. W 2010 roku zamieszkiwało ją 14,1 tys. osób.
Dzielnica ma głównie charakter mieszkaniowy. W starym porcie, który znajduje się w dużej części na terenie dzielnicy, mieści się Muzeum Morskie w Reykjavíku.